# Pseudocoremia albafasciata
Pseudocoremia albafasciata är en fjärilsart som beskrevs av Alfred Philpott 1915. Pseudocoremia albafasciata ingår i släktet Pseudocoremia och familjen mätare. Inga underarter finns listade i Catalogue of Life.